# Wielgie (jezioro)
Wielgie (niem. Grosser See) – jezioro w woj. lubuskim, w powiecie strzelecko-drezdeneckim, w gminie Dobiegniew, leżące na terenie Pojezierza Dobiegniewskiego.

## Morfometria
Według danych Instytutu Rybactwa Śródlądowego powierzchnia zwierciadła wody jeziora wynosi 136,9 ha. Średnia głębokość zbiornika wodnego to 2,2 m, a maksymalna to 6,8 m. Lustro wody znajduje się na wysokości 53,1 m n.p.m. Objętość jeziora wynosi 3077,6 tys. m³. Natomiast A. Choiński podał wielkość jeziora jako 133,5 ha. Nieco na wschód od akwenu znajduje się jezioro Młodolino.
Według Mapy Podziału Hydrograficznego Polski leży na terenie zlewni siódmego poziomu Zlewnia jez. Wielgiego. Identyfikator MPHP to 1888893.

## Hydronimia
Obecna nazwa została wprowadzona urzędowo 17 września 1949 roku. Państwowy rejestr nazw geograficznych jako nazwy oboczne podaje Jezioro Wielgie, Jezioro Dobiegniewskie oraz Dobiegniew. Natomiast Komisja Nazw Miejscowości i Obiektów Fizjograficznych jako poprawną podaje nazwę Jezioro Wielgie.

## Zagospodarowanie
Administratorem wód jeziora jest Regionalny Zarząd Gospodarki Wodnej w Poznaniu. Utworzył on obwód rybacki, który obejmuje wody jezior Wielgie, Rolewice, Małe (Kukwa) oraz Nadolinek (Obwód rybacki Jeziora Wielgie na cieku Mierzęcka Struga – Nr 3). Ekstensywną gospodarkę rybacką prowadzi na jeziorze Polski Związek Wędkarski Okręg w Gorzowie Wielkopolskim.

## Czystość i ochrona środowiska
W 2014 roku wody jeziora zostały zakwalifikowane do wód o złym stanie ekologicznym, co odpowiada V klasie jakości. Główny wpływ na tak złą ocenę czystości wód miało wysokie stężenie fitoplanktonu i zła jakość pozostałych elementów biologicznych wód jeziora.
Jezioro znajduje się na obszarze chronionym w ramach programu Natura 2000 o nazwie Lasy Puszczy nad Drawą.